# Klaksvík
Klaksvík es una ciudad y un municipio de las Islas Feroe (Dinamarca). La pequeña ciudad de Klaksvík, situada en la isla Borðoy, tiene 4565 habitantes en 2011, y con ello es la segunda localidad más poblada de las Feroe, tras la capital, Tórshavn.
El municipio de Klaksvík comprende la mayor parte de Borðoy, Svínoy y la parte septentrional de Kalsoy. Además de la capital municipal, incluye seis localidades muy pequeñas de menos de 100 habitantes. Todo el municipio tiene una población de 4817 habitantes.
El nombre de Klaksvík proviene del feroés klakkur, «acantilado» y de vík, que significa «bahía».

## Historia
Klaksvík ha estado poblada desde la era vikinga. Originalmente había cuatro granjas en la zona. En la costa oriental de la bahía de Borðoy (Borðoyarvík) hay ruinas de una granja que fue sepultada por un alud de nieve el 12 de marzo de 1745, y nuevamente en 1765. Un poco más lejos del pueblo está Íslendingatoftir, una zona arqueológica con algunas viviendas vikingas.
En 1901 el poblado de Klaksvík contaba solo 88 habitantes. A partir de 1838 el pueblo creció rápidamente, cuando el monopolio comercial danés estableció una sucursal en el lugar. La situación geográfica de Klaksvík, con su bahía bien protegida, hizo que el pueblo sirviera de puerto invernal para barcos de gran calado, lo que originó que varios marineros se establecieran aquí. Eso fue el inicio para que Klaksvík experimentara un notable desarrollo económico y demográfico que la convirtió en el puerto pesquero más importante de las Feroe. Alrededor de 1940 Klaksvík se convirtió en la segunda localidad más poblada de las Islas Feroe, superando a Tvøroyri y solo por debajo de Tórshavn.
Klaksvík formó su propio municipio en 1908, cuando se separó del municipio de la parroquia de Norðoyar. El municipio de Mikladalur, que incluía los pueblos de Trøllanes y Mikladalur, en el norte de la isla Kalsoy, se integró a Klaksvík en 2005, y en 2009 hizo lo propio la isla de Svínoy, que hasta entonces había sido un municipio independiente. Como parte de la fusión de municipios que ha estado ocurriendo en las Islas Feroe, existen propuestas para integrar en un solo municipio a todas las islas del norte (Norðoyar), con capital en Klaksvík.

## Geografía

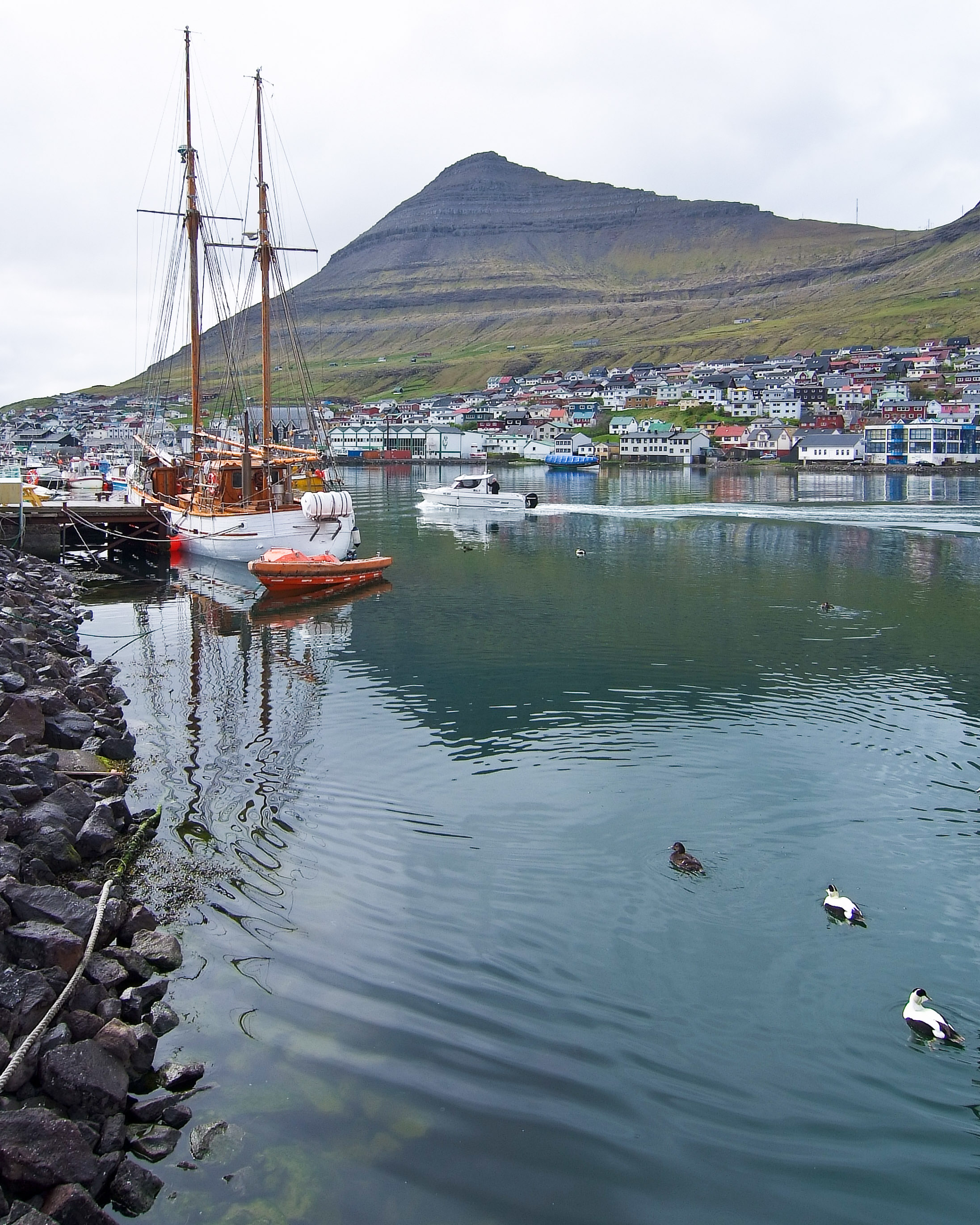
Vista parcial de la bahía de Klaksvík.

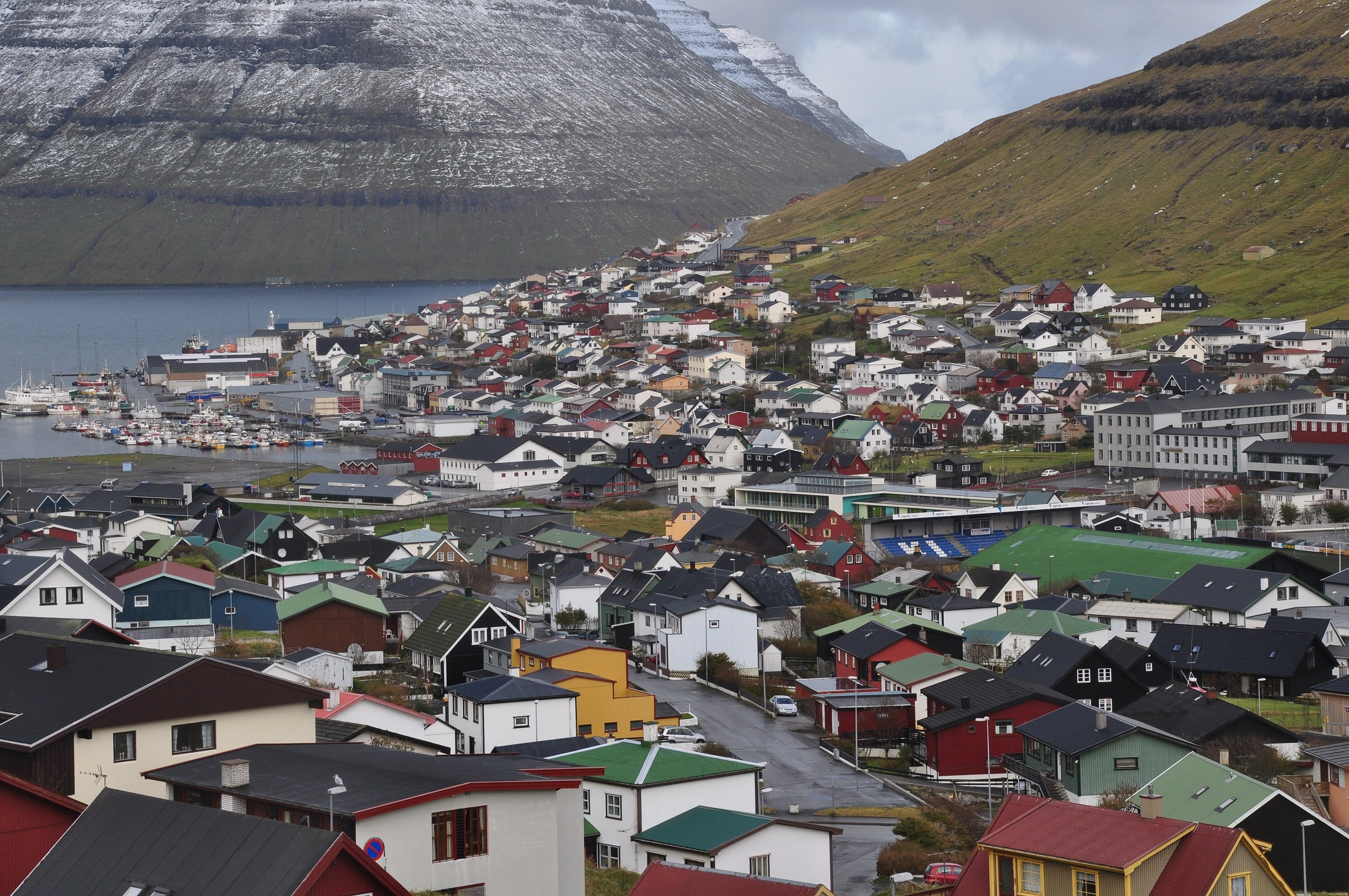
El centro de la ciudad.

La ciudad de Klaksvík se encuentra en la parte suroccidental de la isla llamada Borðoy, la mayor de las 6 Islas del Norte (Norðøyar). Se localiza en un pequeño valle en el istmo que colinda al sur con la bahía Borðoyarvík, y al norte con una pequeña ensenada llamada Vágur, donde confluyen las aguas del Haraldssund y  el Kalsoyarfjørður. El valle está rodeado por las montañas Myrkjanoyrarfjall (689 m), Háafjall (647 m), Hálgafelli (503 m) y Klakkur (414 m). Una buena parte de la ciudad se extiende por el norte, a ambos lados de la pequeña bahía, directamente en la pendiente de las montañas. En esta bahía se encuentra el puerto, bastante bien protegido contra oleaje y viento. La ciudad no ha estado exenta de derrumbes y aludes de nieve procedentes de las montañas.

## Demografía
En los últimos años la población de la ciudad ha decrecido ligeramente, si se comparan los datos de 1985 (4720 habitantes) contra los de 2011 (4565). En ese mismo rango de tiempo, Klaksvík alcanzó su máximo en 1989, con 4845 personas, y su mínimo en 1996, con 4345.
En 2011, hay una importante población joven en la ciudad, con 684 personas entre 0-9 años de edad, y 664 personas entre 10 y 19 años, lo que arroja un porcentaje de 29,5 % de la población con edades entre 0 y 19 años. En el otro extremo, 873 personas (19 % del total) pertenecen a la tercera edad (más de 60 años).
Además de Klaksvík, la capital, también pertenecen al municipio otras 6 localidades muy pequeñas: Norðoyri, Ánir, y Árnafjørður, en la isla Borðøy; Mikladalur y Trøllanes, en el norte de la isla de Kalsoy, y Svínoy, en la isla homónima. La población en la mayoría de estos pueblos es históricamente muy escasa, y por lo general tiende a disminuir.
| Localidad   | Hab. (2011) |
| ----------- | ----------- |
| Ánir        | 24          |
| Árnafjørður | 50          |
| Klaksvík    | 4565        |
| Mikladalur  | 34          |
| Norðoyri    | 87          |
| Strond      | 0           |
| Svínoy      | 38          |
| Trøllanes   | 19          |
| TOTAL       | 4817        |

## Transporte

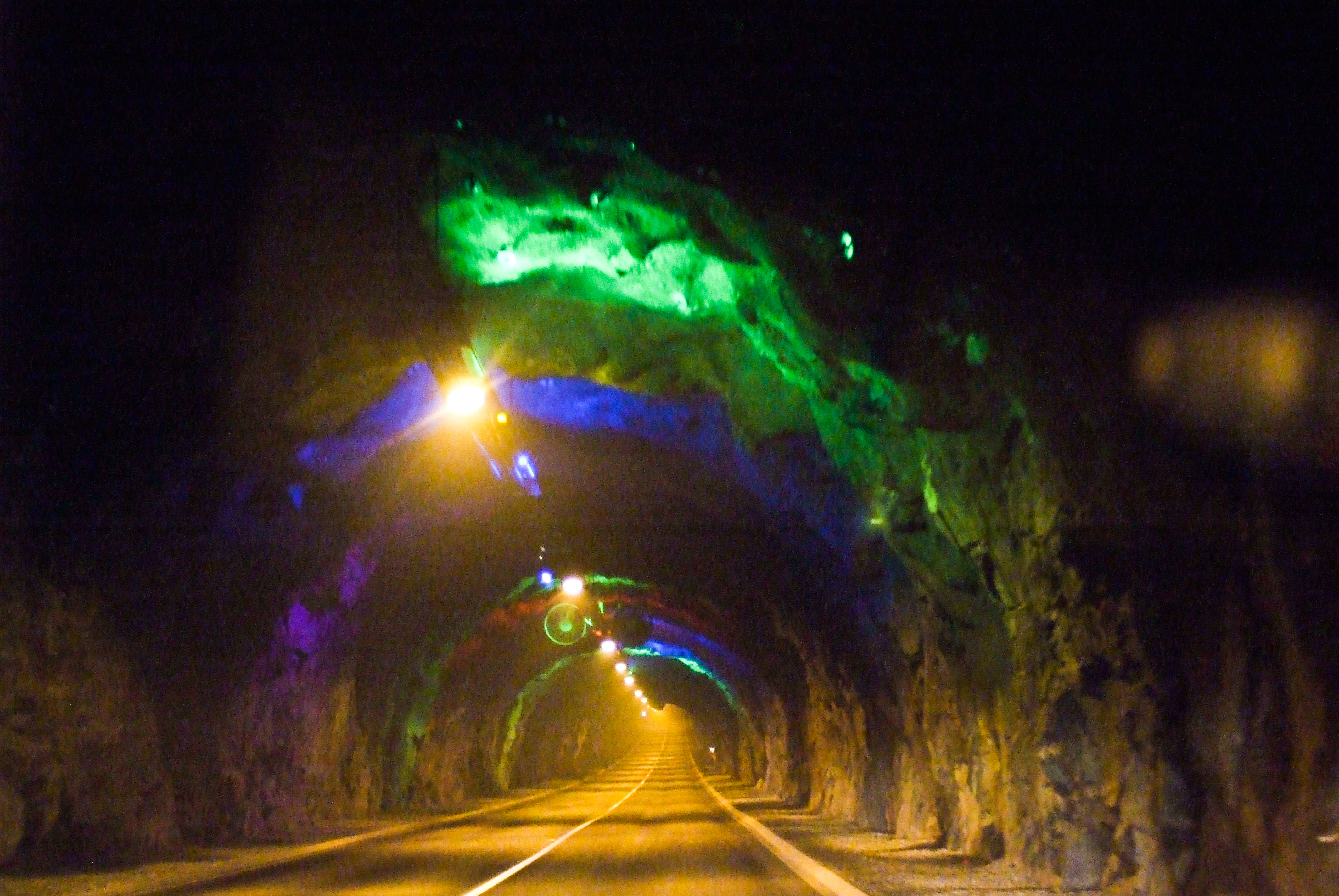
El Túnel de las Islas del Norte (Norðoyatunnilin), con una instalación artística de luces de Tróndur Patursson.

Klaksvík se encuentra bien comunicada por medio de carreteras, no sólo con todos los poblados de Borðoy, sino por medio de túneles con las islas Viðoy y Kunoy, y por transbordador con el poblado de Syðradalur, en Kalsoy. Hasta 2006, hubo un servicio de transbordador entre Klaksvík y Leirvík, en Eysturoy. Ese año se inauguró el Norðoyatunnilin (túnel de las islas del norte), de 5,6 km de longitud, que conecta rápidamente ambas localidades.
Gracias al sistema de túneles feroés, que enlaza a diversas islas, desde Klaksvík se puede llegar por vía terrestre a Tórshavn, y en un recorrido de 1 h, al aeropuerto de Vágar.

## Economía
La economía de Klaksvík depende principalmente de la pesca y su industria derivada. Klaksvík es el principal puerto pesquero de las Islas Feroe, con ganancias que representan el 30% de la producción de todo el archipiélago.
Klaksvík es la sede de la cervecera Föroya Bjór, históricamente la mayor empresa de su ramo en las Islas Feroe, y desde la quiebra de Restorffs Bryggjarí, su competencia de Tórshavn, permanece como la única empresa feroesa productora de cerveza y bebidas gaseosas.
Con la construcción del Norðoyatunnilin, Klaksvík se ha confirmado como un importante centro económico de las Islas Feroe y uno de sus principales puertos. A la salida del túnel se está construyendo un nuevo parque industrial.

## Educación
Las instituciones de bachillerato con que cuenta la ciudad son la Escuela Técnica de Klaksvík (Tekniski Skúlin í Klaksvík) y la Escuela de Estudios Marítimos de Klaksvík (Klaksvíkar Sjómansskúli). La primera ofrece varios estudios a nivel técnico, entre ellos mecánica, electrónica y carpintería. La segunda ofrece formación de capitán, marinero y cocinero de barco. 
La Escuela de Economía Doméstica de las Islas Feroe (Húsarhaldsskúli Føroya) tiene una historia que se remonta a 1952; es una escuela privada que pertenece a una asociación local de amas de casa. Ofrece cursos de cinco meses sobre administración del hogar y tareas demésticas.
El Colegio Popular de las Islas Feroe, la primera institución educativa en enseñar en feroés, fue fundada en Klaksvík en 1899, y se trasladó a Tórshavn en 1909.

## Cultura y sitios de interés

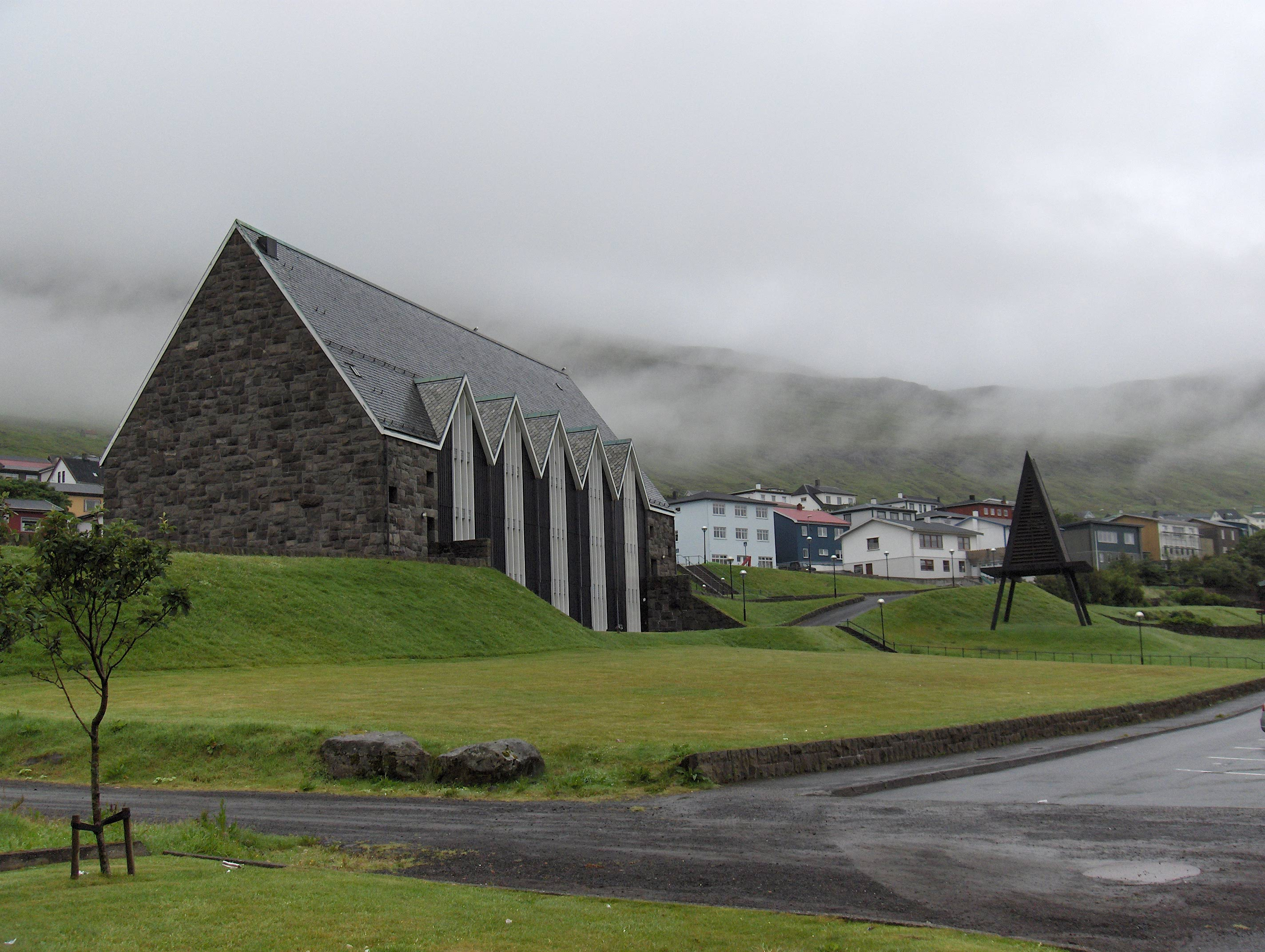
Christianskirkja.

El edificio más conocido de Klaksvík es la iglesia de Cristián o Christianskirjan, así nombrada en honor del rey Cristián X. Es un moderno templo de 1963, con cierta inspiración en la arquitectura tradicional feroesa. Destaca su altar mayor, con un fresco de la Eucaristía del artista danés Joakim Skovgaard, una pintura que originalmente se encontraba en la catedral de Viborg, y la pila bautismal, que hace unos 4 000 años se utilizó como piedra de sacrificios en Dinamarca.
El Museo de Norðøyar fue fundado en 1968. Desde 1974 ocupa el local del monopolio comercial real, un edificio de 1838, así como un edificio contiguo que funcionó como la farmacia del lugar entre 1932 y 1961. En el primero se conservan objetos antiguos de uso cotidiano y fotografías históricas de las islas del norte, y en el segundo se conserva el mobiliario de la antigua farmacia junto con varias pinturas.

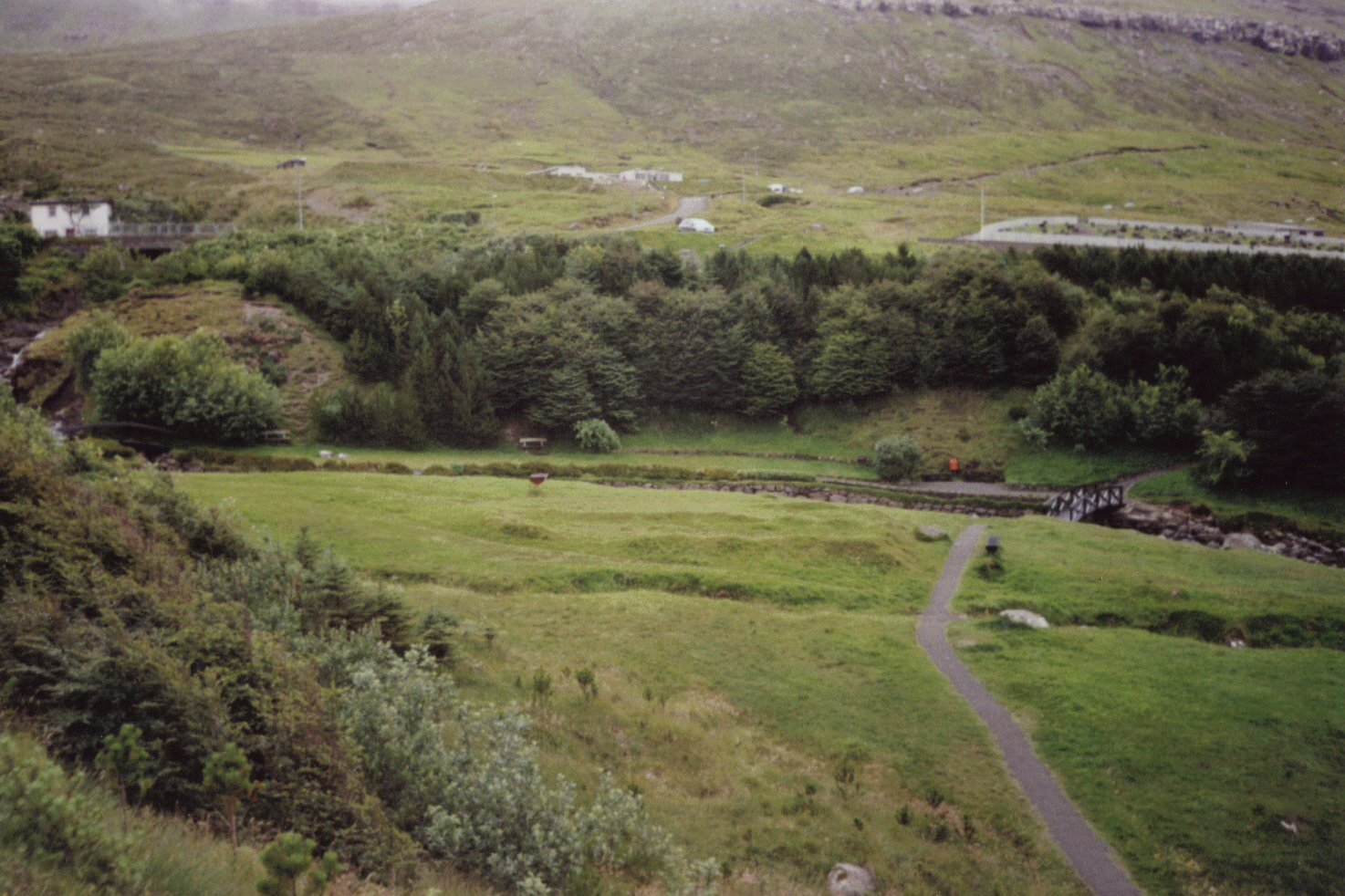
Viðarlundin úti í Grøv.

Al sureste de la ciudad se encuentra Viðarlundin úti í Grøv, un área boscosa muy popular que incluye un arroyo y una cascada. Este parque de 3,3 ha. fue creado en 1980 y es un bosque inducido, ya que las Islas Feroe carecen naturalmente de árboles. No muy lejos del parque se encuentran los restos de una vivienda de la era vikinga.
Desde 1915, Klaksvík tiene su propio periódico, Norðlýsið, un diario local de toda la región de Norðøyar.
Todos los años desde 2004 se celebra al aire libre el Summarfestivalur («festival de verano»), que junto con el G! Festival de Norðragøta es el festival musical más grande de las Islas Feroe. El Summarfestivalur atrae a miles de espectadores y congrega a músicos feroeses e internacionales.
El club deportivo más popular es el KÍ Klaksvík, uno de los clubes de fútbol más exitosos de las Islas Feroe. Tanto el equipo masculino como el femenino participan en las máximas ligas de su categoría en el fútbol feroés.

## Política
La ciudad de Klaksvík es la capital del municipio homónimo. El concejo municipal (býráð) es el órgano de gobierno del municipio, y está constituido por 11 concejales electos cada cuatro años por sufragio universal. El último gobierno inició funciones el 1 de enero de 2009, siendo la alcaldesa Gunvá við Keldu, miembro del Partido Popular.
En Klaksvík el Partido Popular es altamente votado, tanto en las elecciones municipales como en las parlamentarias. En las últimas elecciones, dicho partido obtuvo 41,4 % de los sufragios al ayuntamiento, y 28,4 al Løgting (parlamento). En el concejo municipal, el Partido Popular domina con 5 concejales. La segunda fuerza electoral es el Partido de la Igualdad, con 3 concejales.
| Partido                                             | Concejales |
| --------------------------------------------------- | ---------- |
| Partido Popular (Fólkaflokkurin, FF)                | 5          |
| República (Tjóðveldi, T)                            | 2          |
| Partido de la Igualdad (Javnaðarflokkurin, JF)      | 3          |
| Partido Unionista (Sambandsflokkurin, SB)           | 1          |
| Partido del Autogobierno (Sjálvstýrisflokkurin, SF) | 1          |
| Total                                               | 12         |

## Personas célebres
- Elinborg Lützen (1919-1995). Artista gráfica.
- Anfinn Kallsberg (1947). Primer ministro de las Islas Feroe.
- Sólrun Løkke Rasmussen (1968). Esposa del primer ministro de Dinamarca Lars Løkke Rasmussen.

## Ciudades hermanadas
Klaksvík está hermanada con las siguientes localidades:
- Sisimiut, Groenlandia
- Kópavogur, Islandia
- Wick, Reino Unido
- Trondheim, Noruega
- Norrköping, Suecia
- Tampere, Finlandia
- Odense, Dinamarca